# 가엘 클리시
가엘 클리시(프랑스어: Gaël Clichy, 1985년 7월 26일, 프랑스 툴루즈 ~ )는 프랑스의 축구 선수이다. 현재는 스위스 슈퍼리그의 세르베트 FC에서 레프트백을 뛰고 있으며 레프트 윙어도 가능한 선수이다.

## 생애
2003년 칸에서 아르센 웽거의 눈에 띄어 250,000 파운드에 아스널과 사인을 하였다. 하지만 초반에는 당시 주전 레프트백인 잉글랜드 축구 국가대표팀의 레프트백인 애슐리 콜에게 밀려 첫 시즌은 후보로 보냈다.
그는 영광스러운 프리미어리그 2003-04 시즌의 우승에는 12경기밖에 뛰지 못하였지만 10경기 이상을 뛰었기 때문에 메달을 받을 수 있었다. 그는 당시 메달을 받았던 선수 중에서는 가장 나이가 적었다.
클리시가 스페인으로의 이적설이 대두될 2005년 10월에 애슐리 콜이 발 피로 골절을 당하였다. 클리시는 1군 출장의 귀중함을 얻는듯 보였으나 그 또한 긴 부상을 당하면서 애슐리 콜이 첼시로 이적할 때까지 후보로 남아있었다.
클리시는 2006년 4월 25일 챔피언스리그 4강 2차전 비야레알전에 마티유 플라미니의 교체선수로 나왔다. 하지만 정작 결승전에서는 부상과 함께 애슐리 콜의 부상 회복으로 2006년 10월 14일까지 단 한 번도 경기에 나오지 못하였다.
그는 새롭게 시작한 2006-07 시즌에서 27번의 리그 경기를 합해 총 40경기를 치렀다. 클리시는 서서히 아스널에서의 자신의 영역을 얻어가고 있으며 2006-07의 좋지 않았던 출발에서 아스널 최고 선수 중 한 명이 되었다. 현재 클리시는 세계의 최고 레프트백중 하나가 되었다.
2011년 7월, 계약기간 2015년까지, 이적료 700만 파운드에 맨체스터 시티 FC로 이적하였다.
2013년 5월 18일, 4년 재계약을 체결했다.
6월 30일 계약 만료후 2017년 7월 7일, 이스탄불 바샥셰히르 FK와 3년 계약을 체결하며 이적 했다.

## 죽음의 위협
그가 어린 시절에 쇠로된 담을 넘고 내려오는데, 그가 끼고 있던 반지 때문에 손가락을 절단할뻔 하였다. 그는 7시간의 수술끝에 성공적으로 끝났지만 수술 후에 그의 폐가 멈추어버렸다. 다행히도 20초 후에 다시 작동하였고 그는 완전히 회복되었다. 당시의 의사도 기적이라고 표현하였다.

## 수상 경력
아스널
- 프리미어리그 우승: 2003-04
- FA컵 우승: 2004–05
- FA 커뮤니티 실드 우승: 2004
- UEFA 챔피언스리그 준우승: 2005–06
- 에미레이츠컵 우승: 2007
- 암스테르담 토너먼트 우승: 2005, 2007

 맨체스터 시티
- 프리미어리그 우승: 2011-12, 2013-14
- 풋볼 리그 컵 우승: 2013-14, 2015-16
- FA 커뮤니티 실드 우승: 2012

### 국가대표팀
프랑스
- 툴롱 토너먼트 우승: 2004

개인
- PFA 올해의 팀: 2007-08

## 통계
| 클럽          | 시즌    | 리그 | 리그 | 리그 | 컵   | 컵   | 컵   | 유럽 | 유럽 | 유럽 | 총   | 총   | 총   |
| 클럽          | 시즌    | 출장 | 득점 | 도움 | 출장 | 득점 | 도움 | 출장 | 득점 | 도움 | 출장 | 득점 | 도움 |
| ------------- | ------- | ---- | ---- | ---- | ---- | ---- | ---- | ---- | ---- | ---- | ---- | ---- | ---- |
| 칸            | 2002-03 | 15   | 0    | 2    | 0    | 0    | 0    | 0    | 0    | 0    | 15   | 0    | 2    |
| 칸            | 합계    | 15   | 0    | 2    | 0    | 0    | 0    | 0    | 0    | 0    | 15   | 0    | 2    |
| 아스널        | 2003-04 | 12   | 0    | 0    | 9    | 0    | 0    | 1    | 0    | 0    | 22   | 0    | 0    |
| 아스널        | 2004-05 | 15   | 0    | 0    | 7    | 0    | 0    | 2    | 0    | 0    | 24   | 0    | 0    |
| 아스널        | 2005-06 | 7    | 0    | 0    | 0    | 0    | 0    | 4    | 0    | 0    | 11   | 0    | 0    |
| 아스널        | 2006-07 | 27   | 0    | 1    | 7    | 0    | 0    | 6    | 0    | 0    | 40   | 0    | 1    |
| 아스널        | 2007-08 | 38   | 0    | 6    | 1    | 0    | 0    | 10   | 0    | 0    | 49   | 0    | 6    |
| 아스널        | 2008–09 | 31   | 1    | 0    | 0    | 0    | 0    | 10   | 0    | 0    | 41   | 1    | 0    |
| 아스널        | 2009–10 | 24   | 0    | 1    | 0    | 0    | 0    | 9    | 0    | 0    | 33   | 0    | 1    |
| 아스널        | 2010–11 | 33   | 0    | 1    | 5    | 1    | 0    | 6    | 0    | 1    | 44   | 1    | 2    |
| 아스널        | 합계    | 187  | 1    | 9    | 29   | 1    | 0    | 48   | 0    | 1    | 264  | 2    | 10   |
| 맨체스터 시티 | 2011-12 | 28   | 0    | 3    | 1    | 0    | 0    | 8    | 0    | 0    | 37   | 0    | 3    |
| 맨체스터 시티 | 2012-13 | 28   | 0    | 2    | 5    | 0    | 0    | 4    | 0    | 0    | 37   | 0    | 2    |
| 맨체스터 시티 | 2013–14 | 20   | 0    | 0    | 7    | 0    | 1    | 4    | 0    | 0    | 31   | 0    | 1    |
| 맨체스터 시티 | 2014–15 | 23   | 1    | 3    | 2    | 0    | 0    | 6    | 0    | 1    | 31   | 1    | 4    |
| 맨체스터 시티 | 2015–16 | 14   | 0    | 1    | 6    | 0    | 0    | 8    | 0    | 0    | 28   | 0    | 1    |
| 맨체스터 시티 | 2016–17 | 16   | 1    | 0    | 6    | 1    | 0    | 6    | 0    | 0    | 28   | 2    | 0    |
| 맨체스터 시티 | 합계    | 129  | 2    | 10   | 27   | 1    | 1    | 36   | 0    | 1    | 192  | 3    | 11   |
| 통산          | 통산    | 331  | 3    | 20   | 56   | 2    | 1    | 84   | 0    | 2    | 471  | 5    | 23   |

2017년 3월 11일 현재